# طرطيع ثلاثي المبايض
طرطيع ثلاثي المبايض (الاسم العلمي:Schanginia trigyna) هو نوع غير مؤكد من النباتات يتبع جنس الطرطيع من الفصيلة القطيفية.